# Local Media TV
Grupo Cadena Media, anteriormente Grupo Cadena Local y en sus inicios  - Local Media TV es una agrupación de televisiones de proximidad de España creada en 1994. Este proyecto se encuentra formado por 52 televisiones que emiten en más de 150 demarcaciones de España (TDT), basado en la afiliación de televisiones de proximidad de toda España bajo una misma unidad de cadena pero respetando, a su vez, la independencia, particularidades y carácter de cada una de ellas.
- Sede:
  - C/ Francisco de Quevedo (esquina Cervantes), s/n - 45280 - Olías del Rey (TOLEDO)

## Historia
Grupo Cadena Media tiene su origen en la Asociación para el Estudio y el Desarrollo de la Televisión Local "Local Media", constituida el 4 de octubre de 1994 en Bilbao, País Vasco. Esta entidad sin ánimo de lucro fue inscrita en el Registro General de Asociaciones del País Vasco con el número AS/B/04875/1994.
Entre los miembros fundadores se encontraban diversas televisiones locales pioneras, como TeleBilbao y Onda Jerez TV, esta última creada en 1989 y considerada una de las primeras experiencias municipales de televisión local en España, siendo su primer director José Antonio Carmona Otero.
En 2001, con el desarrollo de la televisión digital terrestre (TDT) local y la transformación del panorama audiovisual, la asociación dio paso a una estructura empresarial más cohesionada que derivó en el actual Grupo Cadena Media S.L., con sede en Olías del Rey (Toledo).

## Estructura y funcionamiento
Grupo Cadena Media está compuesto por más de 50 televisiones que operan de forma independiente, pero colaboran bajo un principio de reciprocidad, compartiendo contenidos y servicios. Cada emisora mantiene su identidad editorial, pero se beneficia de una red nacional de intercambio de programas y producción conjunta.
La estructura interna de la red original se regía por una Asamblea General de socios y una Junta Directiva. Según el último registro oficial de 2001, esta Junta incluía:
- Presidente: Emilio Bohigas Moreno
- Secretario: Pedro Castillo Arteta
- Tesorero: Alejandro Ortea
- Vicepresidentes: José Antonio Carmona Otero, Enrique Campos Led, Javier Busnadiego, Isamay Briones, Francisco Muntaner, Antonio Lorenzo

## Objetivos
El principal objetivo de GCM es consolidar un modelo de televisión no nacional centrado en la identidad local, la participación ciudadana y la vertebración del territorio. Aspiran a contar con una emisora representativa en cada una de las 260 demarcaciones técnicas del plan nacional de TDT.

## Presencia territorial
Grupo Cadena Media está presente en 15 de las 17 comunidades autónomas de España. Las televisiones afiliadas emiten en más de 150 demarcaciones locales, lo que otorga al grupo una cobertura potencial que alcanza a más de 30 millones de personas.
Entre las emisoras afiliadas destacan:
- Andalucía: Onda Jerez TV, 7TV Andalucía, Levante TV
- Castilla-La Mancha: TeleToledo, Imás TV
- Comunidad Valenciana: 8 Mediterráneo, Comarcal TV
- Canarias: Ahora TV, Tindaya TV
- País Vasco: TeleBilbao, Tele Donostia
- Madrid: El Toro TV
- Galicia: Televigo, TV Ferrol

## Programación
Las cadenas integrantes ofrecen una programación diversa que combina contenidos de interés general con informativos locales, cultura, gastronomía, ocio, deportes, y espacios especializados. Algunos programas destacados del grupo son:
- Los Manjares del Chef
- España en la Memoria
- 2 Butacas
- Show Business TV
- I Love España
- Paso Firme
- Sevilla, Obra Maestra
- Enigmas de la Historia

## Innovación
Grupo Cadena Media ha incorporado la tecnología HBBTV (Hybrid Broadcast Broadband TV), que permite ofrecer contenidos interactivos a través de televisores conectados a Internet. Esta tecnología facilita la medición de audiencias y nuevas estrategias de publicidad digital no intrusiva.

## Emisoras Afiliadas

### Televisiones
- Andalucía:
  - Levante TV (dem. Huércal-Overa; Mancomunidad Municipios Levante Almeriense) (Almería))
  - Más TV Huelva (dem. Aracena] Huelva
  - 7TV Andalucía (7 televisiones) (Andalucía)
  - Onda Jaén (dem. Jaén)

- Aragón:
  - Canal 25 Barabastro (dem. Barbastro (Huesca)
  - Digital Fraga TV (dem. Fraga (Huesca)
  - Calamocha TV (dem. Calamocha (Teruel)
  - Altoaragón TV (dem. Huesca)

- Asturias:
  - AC Principado TV (Autonómica, (Asturias))
  - Tele Narcea (dem. Cangas del Narcea, (Asturias))

- Canarias:
  - RTV Mogán (dem. Mogán, Las Palmas (provincia de Las Palmas))
  - Tindaya TV (dem. Insular Fuerteventura, Fuerteventura (provincia de Las Palmas))
  - Canal 4 Telde (dem. Telde, Las Palmas (provincia de Las Palmas))
  - Ahora TV (dem. Norte de Tenerife y Santa Cruz de Tenerife, Tenerife (Santa Cruz de Tenerife))

- Castilla-La Mancha:
  - TeleValdepeñas (dem. Manzanares y Valdepeñas)
  - Imás TV (toda la provincia de Ciudad Real)
  - Teletoledo (toda la provincia de Toledo)
  - Guada TV (Guadalajara y Azuqueca de Henares)

- Castilla y León:
  - Televisión Benavente (dem. Benavente y Comarca (Zamora))
  - Televisión Aranda (dem. Aranda de Duero y Comarca (Burgos))
  - Canal 54 Burgos (dem. Burgos)
  - La de Miranda TV (dem. Miranda de Ebro (Burgos))
  - Telemedina Canal 9 (dem. Medina del Campo (Valladolid))
  - 987 LIVE TV (dem. de León y Astorga)
  - Canal 9 Soria TV

- Cataluña:
  - 25TV Barcelona (dem. Barcelona)

- Comunidad Valenciana:
  - 8 Mediterráneo (Televisión Autonómica (Comunidad Valenciana: Alicante, Castellón, Valencia))
  - 12TV Alicante (dem. Alicante y Comarca (Alicante))
  - Comarcal TV (dem. Gandía, Játiva - Onteniente y Denia (Valencia))

- Extremadura:
  - Telextremeña (dem. Mérida y Badajoz)

- Galicia:
  - Canal Barbanza (dem. Ribeira (Comarca del Barbanza) (Provincia de La Coruña)
  - TV Ferrol (dem. Ferrol (Provincia de La Coruña)
  - Televigo  (dem. Vigo) (Provincia de Pontevedra))
  - Badal Novas  (dem. Carballino) (Provincia de Orense))

- Madrid
  - El Toro TV (Televisión Autonómica (Comunidad de Madrid)

- Murcia:
  - Popular TV Región de Murcia  (Televisión Autónomica de Murcia) (Región de Murcia) (Murcia).
  - Ilorci TV (Cable ) Lorqui (Región de Murcia)
  - Telealhama (Cable) Alhama (Región de Murcia)

- Navarra
  - Zona Media TV (dem. Tafalla) (Navarra)

- País Vasco:
  - TeleBilbao (Provincia de Vizcaya) (Bilbao)
  - Tele Donostia (Provincia de Guipúzcoa) (San Sebastián)
  - Tele Vitoria (Provincia de Álava) (Vitoria)